# Pont-l'évêque
Pour les articles homonymes, voir Pont-l'Évêque.
Le pont-l’évêque est un fromage à pâte molle à croûte lavée de lait de vache produit et affiné en France sur le territoire de la Normandie historique. Il est protégé par une appellation d'origine.
Sa meilleure période de consommation s'étend de juin à mars.

## Histoire
Le pont-l’évêque est un des plus anciens fromages de Normandie. Son appellation a pour origine géographique le bourg de Pont-l’Évêque dans le Calvados, où il est fabriqué. La recette aurait été conçue par des moines cisterciens au XIIe siècle.
Il est connu au pays d'Auge en 1230 sous le nom de « angelot » ou « augelot ». L'angelot serait cité dans Le Roman de la Rose. C'est à partir du XVIIe siècle qu'il est nommé pont-l'évêque, car on le trouvait sur le marché de la ville éponyme.
Le pont-l'évêque est également cité plus tardivement dans un poème qui lui est dédié par Hélie le Cordier en 1622. Dans ce poème figure un vers sur la popularité du fromage : « Tout le monde également l'aime car il est fait avec tant d'art que, jeune ou vieux, il n'est que crème ».
L’essor du fromage en dehors de la Normandie est lié à l'arrivée du chemin de fer, qui lui permet de rejoindre la capitale et les halles de Paris, où il est vendu comme un fromage de luxe.

## Mesures de protection
L'appellation pont-l'évêque bénéficie d'une appellation d'origine contrôlée (AOC) depuis 1972 et d'une appellation d'origine protégée (AOP) depuis 1996.
L'aire géographique de protection s'étend sur quatre départements de Normandie (Calvados, 
Eure, Manche et Orne). Depuis 2010, la Mayenne et la Seine-Maritime ne font plus partie de cette aire géographique de protection.

## Production fermière
En 2019, ils n'étaient plus que cinq producteurs fermiers fabriquant du fromage à partir du lait des animaux de la ferme. En 2021, ils sont désormais six producteurs de pont-l'évêque fermier : la ferme Spruytte, la ferme de la Moissonnière, le domaine de Saint-Hippolyte, la ferme Martin, la ferme de l’Oraille et la ferme de la Mondière.

## Description

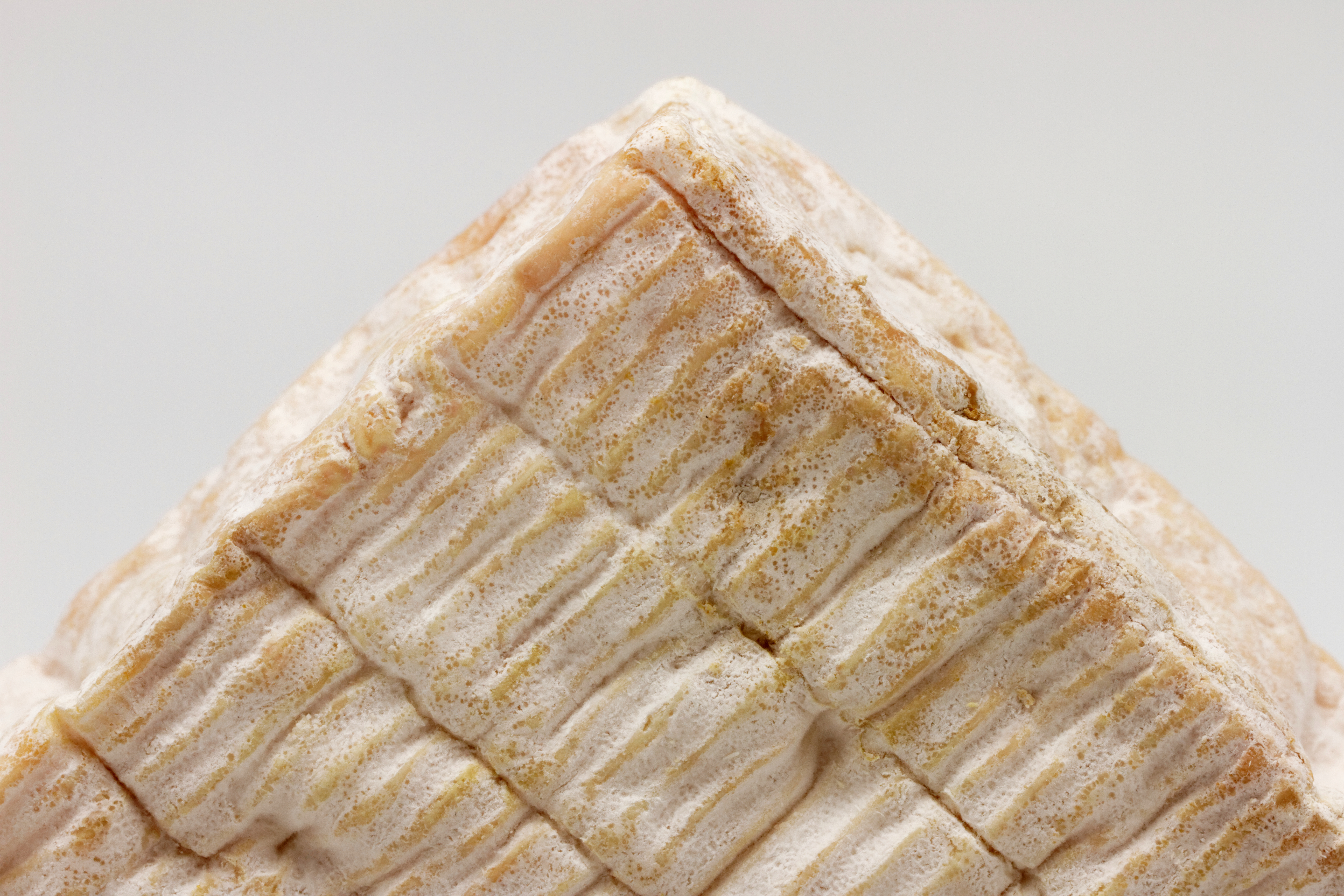
Croûte du pont-l'évêque.

C'est un fromage à base de lait de vache cru ou pasteurisé, à pâte molle à croûte lavée de couleur beige ou orangée, et de forme carrée. Son poids moyen est de 420 grammes.
Le pont-l'évêque existe sous quatre formats :
- le pont-l'évêque, de forme carrée, mesure 105 à 115 mm de côté et a au moins 140 g d'extrait sec ;
- le petit pont-l'évêque, de forme carrée, mesure 85 à 95 mm de côté et a au moins 85 g d'extrait sec ;
- le demi pont-l'évêque, de forme rectangulaire, mesure 105 à 115 mm de longueur, 52 à 57 mm de largeur et a au moins 70 g d'extrait sec ;
- le grand pont-l'évêque, de forme carrée, mesure 190 à 210 mm de côté et a de 650 à 850 g d'extrait sec[10].

Le pont l'évêque apporte 326 kcal pour 100 g, soit un apport énergétique important, constitué essentiellement de lipides et de protéines. Il fait partie des aliments les plus riches en acide caproïque et acide butyrique.

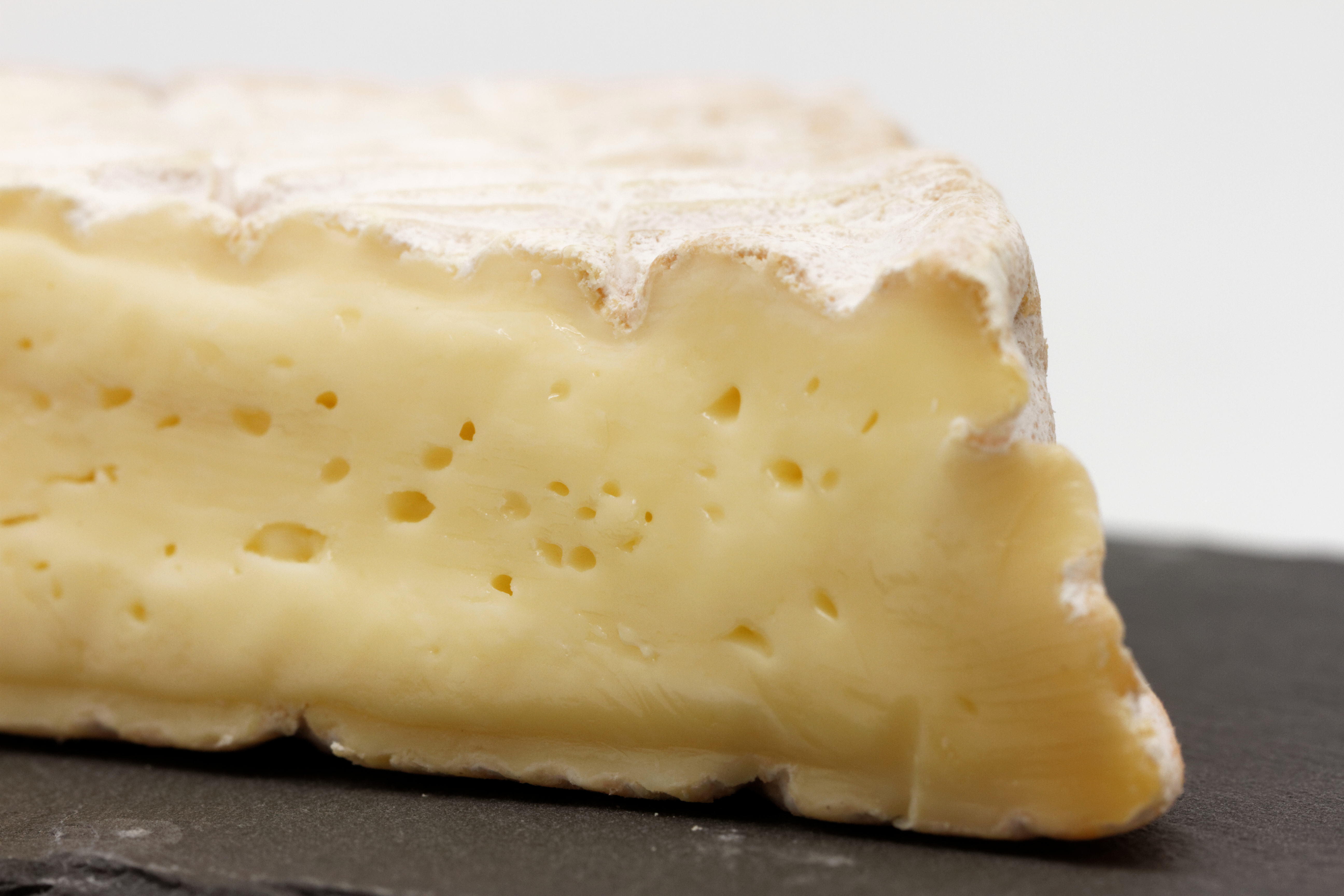
Pâte molle.

## Production
| Pour des raisons techniques, il est temporairement impossible d'afficher le graphique qui aurait dû être présenté ici. |

Les pont-l'évêques sont produits grâce à 380 éleveurs bovins laitiers (dont six assurent une production fermière des fromages), une coopérative agricole et six industriels. 2 332 tonnes ont été produites en 2014, dont 79 tonnes de fromage fermier (3 %).

## Consommation
Sa période de consommation idéale s'étale de mai à septembre après un affinage de quatre à six semaines, mais aussi d’avril à novembre.

## Sources